# Tjeckoslovakiska legionen

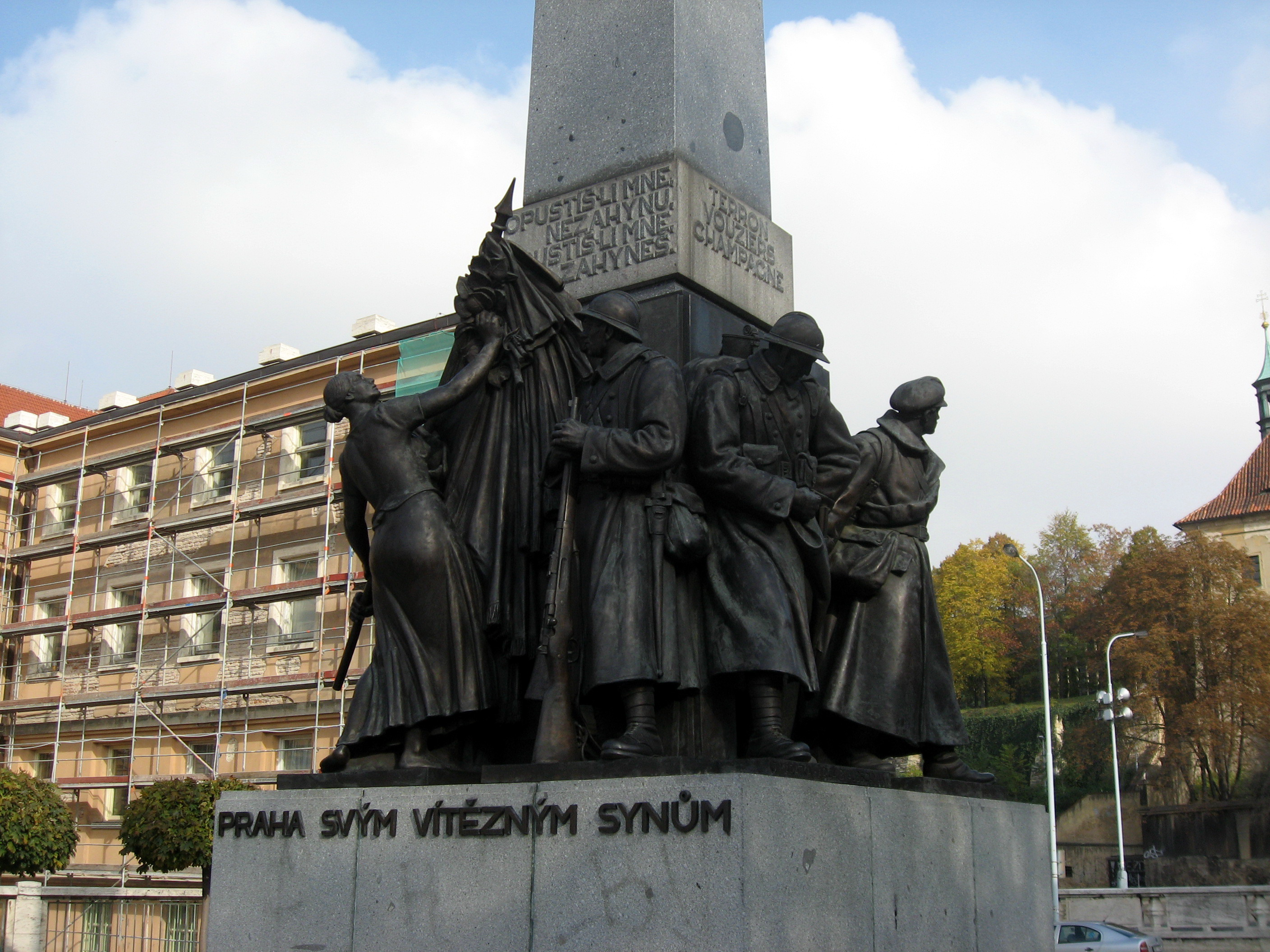
Monumentet "Prag till dess segrande söner", tillägnad de tjeckoslovakiska legionerna, på Palackýplatsen.

Tjeckoslovakiska legionen (tjeckiska och slovakiska: Československé legie) avser de tjeckiska och slovakiska militära styrkor som deltog i strider under första världskriget och ryska inbördeskriget. De har också omväxlande benämnts som tjeckiska legionen, tjeckoslovakiska legioner och tjeckiska legioner. De var frivilligstyrkor, mestadels bestående av tjecker men mindre andel slovaker (cirka åtta procent). De kämpade tillsammans med Ententen, med mål att vinna självständighet för Böhmen och Mähren (då del av Österrikiska kejsardömet) samt Slovakien (då del av Kungariket Ungern). Med hjälp av emigrerade intellektuella och politiker som tjecken Tomáš Garrigue Masaryk och slovaken Milan Rastislav Štefánik växte dess styrka till över 100 000 personer.
På östfronten deltog de, vid sidan av Ryska kejsardömets trupper, i flera segerrika slag under första världskriget, inklusive 1917 års slag vid Zborov och slaget vid Kachmach mot Centralmakterna. Därefter var legionen djupt involverad i ryska inbördeskriget, kämpandes på de vitas sida mot bolsjevikerna. Tidvis kontrollerade legionen hela transsibiriska järnvägen (till stor del med hjälp av pansartåg), liksom flera större städer i Sibirien.
Efter tre år som en mindre enhet inom den kejserliga ryska armén etablerades legionen som egen armé i Ryssland under 1917. Andra delar av legionen kämpade sedan början av första världskriget i Frankrike, under beteckningen "Nazdar-kompaniet", och liknande enheter bildades senare i Italien och Serbien.
Den tjeckoslovakiska legionen var ursprungligen helt och hållet sammansatt av frivilliga, men dessa utökades så småningom av tjeckiska och slovakiska krigsfångar eller desertörer från den österrikisk-ungerska armén. Majoriteten av de stridande var tjecker, medan 7,4 procent av styrkan i Ryssland, 3 procent i Italien och 16 procent i Frankrike utgjordes av slovaker.